# Пледран
Пледра́н (фр. и галло Plédran, брет. Pledran) — коммуна во Франции, находится в регионе Бретань. Департамент — Кот-д’Армор. Входит в состав кантона Плуфраган. Округ коммуны — Сен-Бриё.
Население (2019) — 6 839 человек.

## География
Коммуна расположена приблизительно в 380 км к западу от Парижа, в 90 км северо-западнее Ренна, в 8 км к югу от Сен-Бриё, в 7 км от национальной автомагистрали N12.

## Достопримечательности
- Замок Краффо (XV век). Исторический памятник с 1990 года[2]
- Часовня Святого Николая (1572 год). Исторический памятник с 1964 года[3]
- Часовня в деревне Креак (XII век). Исторический памятник с 1926 года[4]
- Менгир Туш-Бюд, или Фюсо-де-Марго (эпоха неолита). Исторический памятник с 1965 года[5]
- Галерея-мегалит (гробница коридорного типа) Ла-Рош-Кадьо (эпоха неолита). Исторический памятник с 1964 года[6]
- Доисторическая стоянка Перан. Исторический памятник с 1875 года[7]
- Церковь Святых Петра и Павла

## Экономика
Структура занятости населения:
- сельское хозяйство — 4,4 %
- промышленность — 11,0 %
- строительство — 16,8 %
- торговля, транспорт и сфера услуг — 40,4 %
- государственные и муниципальные службы — 27,3 %

Уровень безработицы (2018) — 7,9 % (Франция в целом —  13,4 %, департамент Кот-д’Армор — 11,5 %). 

Среднегодовой доход на 1 человека, евро (2018) — 21 530 (Франция в целом — 21 730, департамент Кот-д’Армор — 21 230).
В 2007 году среди 3761 человека в трудоспособном возрасте (15—64 лет) 2823 были экономически активными, 938 — неактивными (показатель активности — 75,1 %, в 1999 году было 72,6 %). Из 2823 активных работали 2601 человек (1352 мужчины и 1249 женщин), безработных было 222 (111 мужчин и 111 женщин). Среди 938 неактивных 293 человека были учениками или студентами, 430 — пенсионерами, 215 были неактивными по другим причинам.

## Демография
Динамика численности населения, чел.

## Администрация
Пост мэра Пледрана с 2014 года занимает Стефан Брьян (Stéphane Briend). На муниципальных выборах 2020 года возглавляемый им центристский список победил в 1-м туре, получив 74,38 % голосов.
| Период | Период | Фамилия        | Партия                             | Примечания |
| ------ | ------ | -------------- | ---------------------------------- | ---------- |
| 1971   | 1989   | Даниль Балле   | Коммунистическая партия            |            |
| 1989   | 2001   | Патрис Мелькоэ | Объединение в поддержку Республики | врач       |
| 2001   | 2014   | Мариз Рау      | Социалистическая партия            | менеджер   |
| 2014   |        | Стефан Брьян   | Разные правые                      | менеджер   |

## Города-побратимы
- Бембридж, Великобритания
- Повильо, Италия

## Галерея
- Часовня Святого Николая
- Замок Краффо
- Менгир Туш-Бюд